# Bacskó
Bacskó (szlovákul Bačkov) község Szlovákiában, a Kassai kerület Tőketerebesi járásában.

## Fekvése
Gálszécstől 6 km-re északnyugatra, a Bacskó-patak völgyében.

## Története
Vára a 13. században épült, 1317-ben királyi vár lett. Utoljára 1355-ben említik, amikor Sztritei László és Dancs mester utódai osztoztak meg rajta.
A települést 1320-ban „Bachkow” néven említik először, ekkor a közeli Purustyán várának szolgálófaluja volt. 1321-ben „Nagh Bachkow”, 1355-ben „Nogbochkou” néven említik. A 14. században Mikó bán birtoka. A 15. századtól több nemesi családé, valamint a terebesi uradalomé. 1458-ban „Bachko” néven szerepel az írott forrásokban. 1647-ben a Rákóczi és Bocskai családé volt. 1688-ban felégette a császári katonaság. 1720-ban 13 háztartása volt. 1787-ben 89 házában 681 lakos élt.
A 18. század végén Vályi András így ír róla: „BACSKÓ. Bacske. Tót falu Zemplén Vármegyében, lakosai ó hitűek, hajdan Botskai Uraságnak birtokában vala, mostani földes Ura Báró Fisser Uraság, fekszik a’ Gálszétsi járásban, az Ország úttya mellett, kies térségen. Határja három nyomásbéli, ’s ha trágyáztatik, mindenféle gabonát terem, legelője elég, fája tűzre, és épűletre, malma helyben, itatója alkalmatos, vagyonnyait eladhattya Kassán, és Gálszétsen, a’ hol kapával, ’s kaszával is kereshet, és só fuharozással is, első Osztálybéli.”
1828-ban 91 háza és 670 lakosa volt. Lakói mezőgazdasággal, favágással, szeszfőzéssel, fuvarozással foglalkoztak.
Fényes Elek 1851-ben kiadott geográfiai szótárában így ír a faluról: „Bacskó, orosz-tót falu, Zemplén vgyében, Gálszécshez 3/4 órányira: 198 r., 447 g. kath., 4 ref., 11 zsidó lak. Gör. kath. paroch., r. kath. fiók-szentegyház. Nagy régi kastély. Vendégfogadó. Tágas erdő. 940 hold szántóföld. Hajdan Bocskay birta. A régi Burustyáni várnak omladékait, nem messze a faluhoz most is láthatni. F. u. b. Fischer. Ut. p. Vecse.”
A 19. században a Forgáchok és mások a birtokosai. 1880 és 1910 között lakói közül sokan kivándoroltak a tengerentúlra.
Borovszky Samu monográfiasorozatának Zemplén vármegyét tárgyaló része szerint: „Bacskó, Abauj-Torna vármegye határán a bacskói patak mellett fekvő tót kisközség. Van 138 háza és 757, legnagyobb részben gör.-kath. vallású lakosa. Ősrégi község, mely a 14. században már Kis és Nagy jelzőkkel Bochkou alakban szerepel. 1321-ben Róbert Károly cserébe adja Micsk fia Gergelynek, a Micskeiek ősének. Ez időben Purustyánvár tartozéka volt. 1317-ben itt a király ellen fellázadt zempléniek súlyos vereséget szenvedtek. 1670-ig a Bocskayak zempléni ágáé volt. Részbirtokosai voltak még a 15. században a Csapiak és osztályos társaik, 1569-ben Rákóczy György, Kálnássy Ferencz és Deregnyey Pál kapnak rá királyi adománylevelet. Az 1598-iki összeírásban Bacskay Miklós, Deregnyey Gergely, Rákóczy Ferencz, Kálnássy Ferencz, Farkas András, Keczer István és Szokoly Péter vannak birtokosokként említve, de két évvel később a Daróczyaknak is van itt részbirtokuk. 1647-ben Rákóczy György és neje, Lorántffy Zsuzsána kap rá kir. adományt, 1663-ban Bocskay István és Soós György az urai. 1693-ban a báró Fischer családé, mely itt pallosjogot nyert. 1754-ben Kácsándy László is részbirtokosa és ugyanakkor Kálnássy Ádám és Ferencz is. A 18. század végén és a mult század elején a báró Fischer, Szemere, Máriássy, Puky, Kálnássy és Forgách családok birják, míg most báró Wersebe Hardtwignak, Forgách Sándor örököseinek, Malcher Bélának és Lászlónak van itt nagyobb birtokuk. Bacskónak hajdan vára, illetőleg várkastélya is volt s itt volt a bacskói uradalom középpontja. 1688-ban a várkastély romokban hevert. A vár tartozékai ekkor a következő községek voltak: Bacskó, Filó, Balgó, Czábócz, Albin, Kohány, Gerenda, Zebegnyő, Tarnóka és Visnyó. Az átalakított várkastély most Wersebe báróé. A Bocskayak alakíttatták át, de tőlük elkoboztatván, a kir. kamara útján báró Fischer Mihály birtokába került és ő építtette 1750 körül a várkastély hátához támaszkodó másik kastélyt, mely most Malcher Béláé és Lászlóé. A 18. század első felében a fél falu lakatlan volt. Később azután valami Ehrenreich nevű birtokos Alsó-Ausztriából hozott oda telepeseket, kik azonban gazdájukkal együtt tönkre mentek. 1663-ban a pestis, 1831-ben a kolera pusztított lakosai között, s a kolera következtében a faluban pórlázadás ütött ki. A község közelében fekszik egy Filyó nevezetű rét, melynek helyén, úgy látszik, a 15. században szerepelt Filő, Filefalva, vagy Fileháza nevű község feküdt. Fileháza 1414-ben a Lasztócziaké volt, 1440-ben Zerdahelyi Miklósé, 1459-ben Fyloháza alakban Izbugyai Gál és a Nátafalusi Csontosok birtokaként említtetik. Még 1528-ban is szerepel, a mikor ismét a Zerdahelyiek az urai, de ettől kezdve nyoma vész. A várbirtokok között és szintén Bacskó közelében említett Kökényes, 1440-ben Zerdahelyi Miklós birtoka. A községben gör.-kath. templom van, mely 1700 körül épült. Postája, távírója és vasúti állomása Gálszécs.”
A trianoni diktátumig Zemplén vármegye Gálszécsi járásához tartozott, ezután az újonnan létrehozott csehszlovák államhoz csatolták.
1944-ben határában partizáncsoportok tevékenykedtek, támogatásukért 1944 november 26-án a németek a falut a felégették. A háború után újjáépült.

## Népessége
| Év:            | 1994. | 2004.   | 2014.   | 2024.    |
| -------------- | ----- | ------- | ------- | -------- |
| Emberek száma: | 594   | 620     | 679     | 754      |
| Eltérés:       |       | +4,37 % | +9,51 % | +11,04 % |

| Év:            | 2023. | 2024.   |
| -------------- | ----- | ------- |
| Emberek száma: | 753   | 754     |
| Eltérés:       |       | +0,13 % |

1880-ban 637-en lakták, ebből 528 szlovák és 38 magyar anyanyelvű.
1890-ben 595 lakosából 358 ruszin, 149 szlovák, 39 német és 38 magyar anyanyelvű volt.
1900-ban 757 lakosából 637 szlovák és 30 magyar anyanyelvű volt.
1910-ben 727-en lakták: 623 szlovák és 87 magyar anyanyelvű.
1921-ben 655 lakosából 504 csehszlovák és 19 magyar volt.
1930-ban 720 lakosából 655 csehszlovák és 7 magyar volt.
1991-ben 583 lakosából 488 szlovák volt.
2001-ben 610 lakosából 605 szlovák volt.
2011-ben 637 lakosából 431 szlovák és 191 cigány volt.
2021-ben 711 lakosából 680 szlovák, 8 cigány, 3 rutén, 2 cseh, 1 magyar (0,14%), 17 ismeretlen nemzetiségű volt.

## Neves személyek
- Itt született 1754-ben Fischer István szatmári püspök, majd egri érsek.
- Itt született 1799. február 6-án Frivaldszky Imre (frivaldi) természettudós, az MTA tagja (meghalt 1870-ben)
- Itt született 1862-ben Geőcze Sarolta tanítónőképezdei főigazgató, pedagógiai szakíró, szociológus, keresztényszocialista ideológus.
- Itt is alkotott Olgyai Viktor (1870-1929) grafikus, festő, litográfus.

## Nevezetességei
- A Bocskai család ősi birtoka, egykori várkastélya 1688-ban már romokban hevert. Mai kastélyai a régi köveiből épültek.
- Határában állnak Borostyán egykori várának romjai.